# Bundesparteitag der SPD 1973

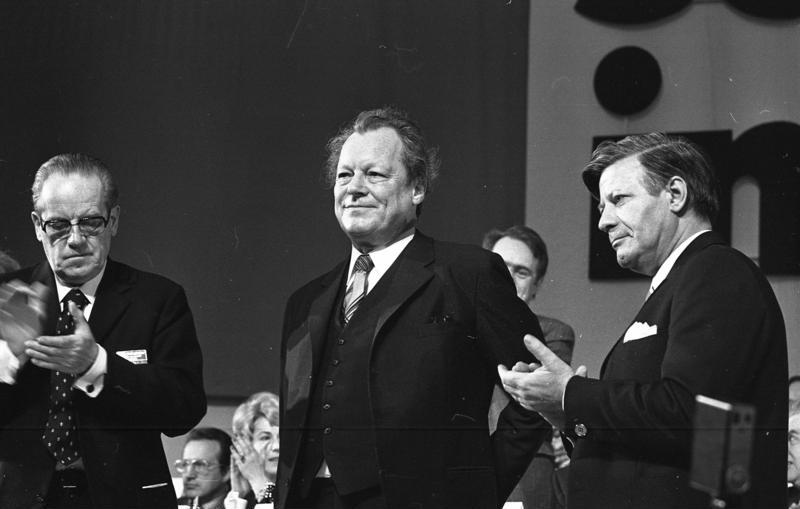
Von links: Herbert Wehner, Willy Brandt, Helmut Schmidt

Den Bundesparteitag der SPD 1973 hielt die Sozialdemokratische Partei Deutschlands vom 10. bis 14. April 1973 in Hannover ab. Es handelte sich um den 16. ordentlichen Parteitag der SPD in der Bundesrepublik Deutschland. Veranstaltungsort war die Stadthalle (heute: Hannover Congress Centrum).

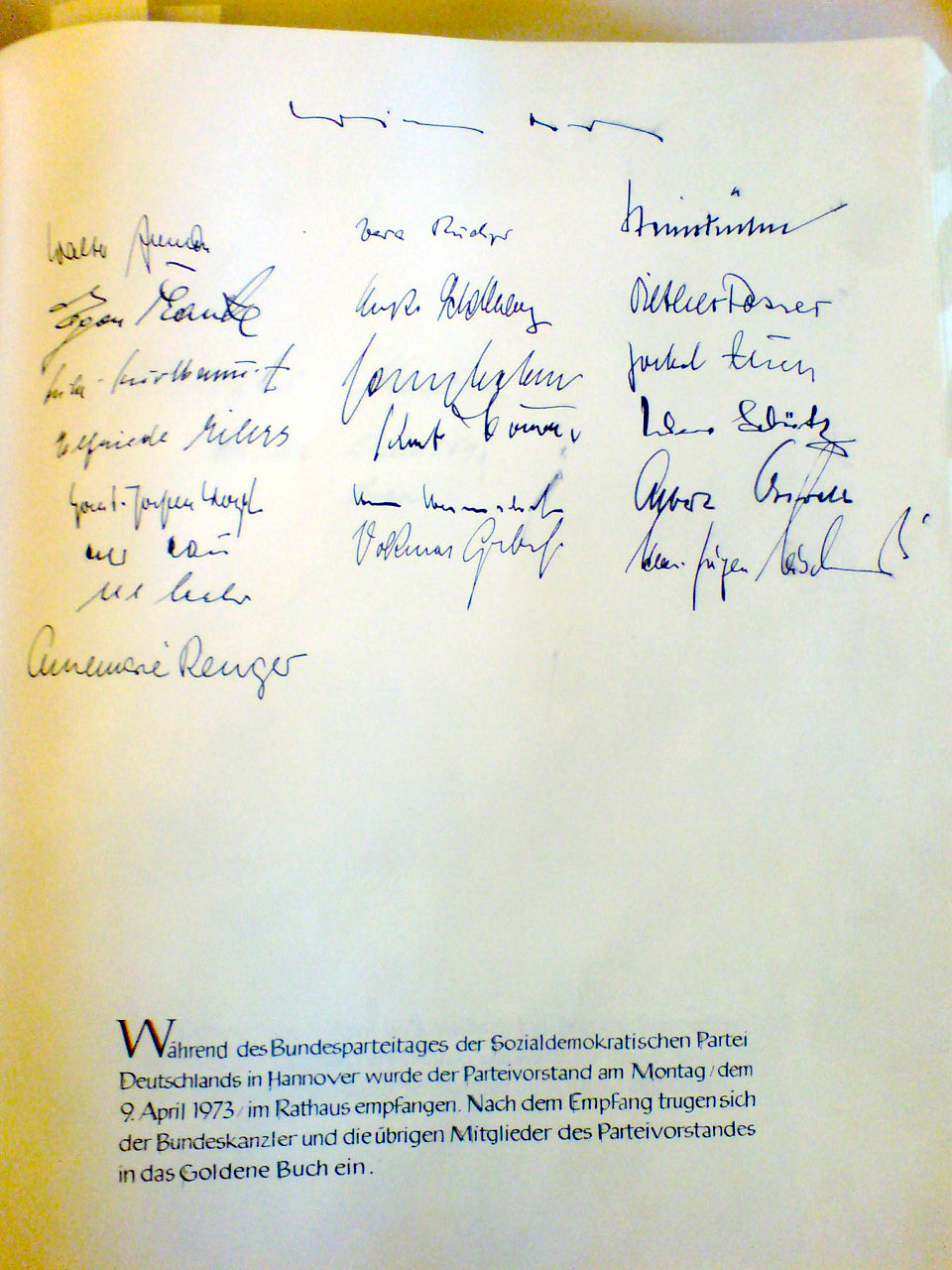
Zum Bundesparteitag 1973 unterzeichneten Bundeskanzler Willy Brandt und der Parteivorstand im Goldenen Buch der Stadt Hannover

Inhaltlich wurde die Linie der Bundesregierung unterstützt, die Wahlen zum Parteivorstand führten zu einem Linksruck.

## Beschlüsse
Der Parteitag wurde mit einer Rede von Helmut Schmidt eröffnet. Hauptredner am 11. April war Bundeskanzler Willy Brandt. Beide betonten die Gemeinsamkeiten in der bestehenden sozialliberalen Koalition. Insbesondere Brandt bemühte sich um eine Rede, die alle einschließen und eine breite Basis schaffen würde und traf damit nach Meinung von Arnulf Baring die Stimmung des Parteitags:

„Statt mit Blitz und Donner die Wolken zu teilen, statt mit Feuer und Schwert die Guten von den Bösen zu trennen, bot Brandt freundlich durchsonnten Nebel“

Die 435 Delegierten hatten über 977 Anträge zu beschließen. Die Parteitagsbeschlüsse waren dezidiert staatstragend. In der Außenpolitik folgte man exakt der Linie der Parteiführung. Anträge, die Antiamerikanismus und Neutralismus vermuten ließen, wurden niedergestimmt. In der Innenpolitik bekannte sich der Parteitag gegen innerparteilichen Widerstand zum Radikalenerlass und verlangte nur eine „Präzisierung“ des Extremistenbeschlusses.
Das Langzeitprogramm wurde nicht beschlossen, sondern an die Langzeitkommission zurückverwiesen. Vertreter der Neuen Linke hatten in diesem Papier der Langzeitkommission Verstaatlichungen und Wirtschaftslenkung gefordert.

## Personalia
Auch wenn sich inhaltlich pragmatische Positionen durchgesetzt hatten, zeigten die Vorstandswahlen einen Linksruck. Der bisherige Parteivorstand bestand aus 18 Mitgliedern des rechten Flügels, 10 Mitgliedern der Mitte und 6 Mitgliedern des linken Flügels. Neu gewählt wurden 9 Vertreter der rechten Flügels, 8 der Mitte und 18 des linken Flügels. Hans Ulrich Kempski schrieb in der SPD-nahen Süddeutschen Zeitung von einer „linken Grundströmung“ des Parteitags.
Auf dem rechten Flügel und in der Mitte wurde der Chef der Kanalarbeiter, Egon Franke genauso wie Carlo Schmid, Annemarie Renger, Jockel Fuchs, Marie Schlei, Günter Schwarz und Käte Strobel nicht wiedergewählt. Andere waren wie Alex Möller, Karl Schiller oder Karl Wienand gar nicht mehr angetreten.
Auf Seiten der Linken wurden dagegen Rudi Arndt, Peter von Oertzen und der Juso-Vorsitzende Wolfgang Roth gewählt.